# Norvegia all'Eurovision Choir
La Norvegia ha debuttato all'Eurovision Choir of the Year nel 2019, insieme ad altre 8 nazioni aspiranti.
L'emittente televisiva norvegese NRK è stata designata come la responsabile per le partecipazioni alla competizione corale.

## Partecipazioni
- Primo posto
- Secondo posto
- Terzo posto

| Anno | Coro        | Lingua    | Brano/i     | Posizione |
| ---- | ----------- | --------- | ----------- | --------- |
| 2019 | Volve Vokal | Norvegese | Ønskediktet | NF        |

## Direttori
Le persone che hanno condotto i cori durante la manifestazione:
- 2019: Gro Espedal